# (490) Veritas
(490) Veritas ist ein Asteroid des Hauptgürtels, der am 3. September 1902 vom deutschen Astronomen Max Wolf in Heidelberg entdeckt wurde.
Der Asteroid ist nach der römischen Göttin Veritas benannt.

## Trivia
Der Name des Asteroiden wurde 1945 verwendet für die Taufe des US-amerikanischen Angriffsfrachtschiffs (Attack Cargo Ship) der Artemis-Klasse USS Veritas (AKA-50).